# Brukalice
Brukalice (německy Taschenberg) je vesnice v Dolnoslezském vojvodství v Polsku. Je součástí městsko-vesnické gminy  Ziębice v okrese Ząbkowice Śląskie. Leží přibližně 7 km severně od města Ziębice.